# Ice in the sun
Ice in the sun is een single van Status Quo. Het is afkomstig van hun album Picturesque Matchstickable Messages from the Status Quo. Ice in the sun verscheen tussen twee singles die de Britse hitparade niet wisten te halen. Het nummer is geschreven door Marty Wilde (vader van Kim Wilde) en Ronnie Scott, vaste co-auteur van Marty Wilde destijds (dat is niet de befaamde jazzmuzikant Ronnie Scott).

## Hitnotering
Ice in the sun stond twaalf weken in de Britse Single Top 50 en haalde de achtste plaats; in schril contrast met een zeventigste plaats in de Billboard Hot 100. In Nederland en België waren de verkopen zodanig dat de Daverende 30 (Nl) en de BRT Top 30 (Be) niet gehaald werd.

### Nederlandse Top 40
| Positie: | 40 | 28 | 24 | 26 | 24 | 30 | 36 | uit |

### VlaamseUltratop 30
| Positie: | 19 | uit |

### NPO Radio 2 Top 2000
Ice in the Sun stond alleen in 1999 in de NPO Radio 2 Top 2000, op plek 1839.